# Interferometria a doppia polarizzazione
L'interferometria a doppia polarizzazione (DPI, Dual polarization interferometry) è una tecnica analitica che può sondare gli strati su scala molecolare adsorbiti alla superficie di un guida d'onda usando l'onda evanescente di un fascio laser confinato nella guida d'onda. In genere usata per misurare il cambiamento conformazionale nelle proteine o per conoscere il funzionamento di altre biomolecole, riferito come relazione dell'attività conformazionale (conformation activity relationship).
La DPI focalizza la luce laser in due guide d'onda: una di "rilevamento" (sensing) con una superficie esposta e una per creare un fascio di riferimento. Un modello di interferenza bidimensionale si viene a formare lontano dal campo, combinando la luce che passa attraverso le due guide d'onda.  La tecnica della DPI ruota la polarizzazione del laser per eccitare alternativamente due modalità di polarizzazione delle guide d'onda. Le misurazioni dell'interferogramma per entrambe le polarizzazioni permette sia l'indice di rifrazione che lo spessore dello strato assorbito da calcolare. La polarizzazione può essere deviata (switched) rapidamente, permettendo misurazioni in "tempo reale" della chimica che ha luogo su una superficie di un frammento (chip) in un sistema "attraverso il flusso" (flow-through). Queste misurazioni possono essere utilizzate per dedurre informazioni conformazionali circa le interazioni molecolari che si realizzano, come la dimensione della molecola (dallo spessore dello strato) e il mutamento di densità (dall'IR). La DPI è in genere usata per caratterizzare le interazioni biochimiche quantificando allo stesso tempo ogni mutamento conformazionale, come la misurazione dei tassi di reazione, le affinità e la termodinamica.
La tecnica è quantitativa e il tempo reale (10 Hz) con una risoluzione dimensionale di 0,01 nm.
È emersa di recente una nuova applicazione per l'interferometria a doppia polarizzazione dove l'intensità della luce passando attraverso la guida d'onda si estingue in presenza di crescita di cristalli, permettendo così le primissime fasi di nucleazione del cristallo proteico da monitorare. Le ultime versioni di interferometri a doppia polarizzazione hanno anche la capacità di quantificare l'ordine e i disturbi nelle pellicole sottili birifrangenti. Ciò è stato usato, per esempio, per studiare la formazione di doppi strati lipidici e la loro interazione con le proteine della membrana.